# Georg Eberlein
Georg Eberlein (ur. 13 kwietnia 1819 w Markt Erlbach, zm. 8 lipca 1884 w Norymberdze) – niemiecki architekt i malarz. 

## Życiorys
Profesor w Szkole Przemysłu Artystycznego w Norymberdze. Był uczniem i współpracownikiem Carla Alexandra Heideloffa, z którym pracował przy dekoracji zamku Landsberg koło Meiningen. Restaurował wiele zabytków architektury. Jego najsłynniejszą rzeźbą jest wykonana w Rzymie "Zraniona dziewica", która obecnie znajduje się w Filharmonii Pomorskiej w Bydgoszczy (dawniej w pałacu Mieczkowskich w Niedźwiedziu).